# Мерген (Северо-Казахстанская область)
Мерген (каз. Мерген, до 2008 г. — Чапаевское) — село в районе Шал акына Северо-Казахстанской области Казахстана. Входит в состав Городецкого сельского округа. Код КАТО — 595635600.

## История
До 2013 года входило в состав Аютасского сельского округа.

## Население
В 1999 году численность населения села составляла 589 человек (297 мужчин и 292 женщины). По данным переписи 2009 года, в селе проживало 405 человек (199 мужчин и 206 женщин).